# Mega Man Battle & Chase
Mega Man Battle & Chase (ロックマン バトル&チェイス?, Rockman Battle & Chase) è un videogioco del genere simulatore di guida sviluppato e pubblicato nel 1997 da Capcom per PlayStation. Appartenente alla serie Mega Man, il gioco è stato distribuito solamente in Europa da Infogrames e in Giappone, sebbene sia incluso in Mega Man X Collection per PlayStation 2 e Nintendo GameCube.